# Tasiocera (Tasiocera) axillaris
Tasiocera (Tasiocera) axillaris is een tweevleugelige uit de familie steltmuggen (Limoniidae). De soort komt voor in het Australaziatisch gebied.